# Hello, Dolly! (film)
A Hello, Dolly egy amerikai romantikus filmkomédia, musicalfilm. Oscar-díjjal jutalmazták 1970-ben a látványtervet, és a filmzenét. Szórakoztató története mellett a film maradandó értéke a főszereplők (Barbra Streisand, Walter Matthau) nagyszerű alakítása, és az epizodistaként megjelenő és a címadó világslágert előadó Louis Armstrong. A film az egyik utolsó hagyományos, nagy költségvetésű, látványos musical. Magyarországi mozikban feliratos változatban vetítették.

## Cselekmény
New York, 1890. Mrs. Dolly Levi egy csinos, fiatalon megözvegyült asszony. Férjével ideális szerelemben éltek, halála óta magányos. Házasságközvetítésből és afféle „mindenben tudok segíteni” szolgáltatásból él. Egyik ügyfele egy nehéz természetű, zsémbes yonkers-i terménykereskedő, Horace Vandergelder, akinek már kinézte a párját egy női kalapüzlet tulajdonosnője, Irene Molloy személyében. Horace a nősüléssel azonban inkább kiszolgálót, mintsem szerelmet keres. Dolly elhatározza, ideje véget vetni a magánynak, Horace némi megnevelés után ideális férj lesz számára. Szövevényes tervet dolgoz ki, melynek során mindenki megtalálja párját.
A délutáni nagy parádé alkalmára Horace Dollyval elutazik a közeli New Yorkba, részt venni a felvonuláson és a kalapüzletben találkozni leendő arájával. Dolly rábeszéli Horace két elnyomott és kihasznált alkalmazottját, Corneliust és Barnabyt, hogy titokban ők is menjenek a városba, egy kalapüzletes hölgy és segítője pont ilyen fiúkra vágynak, menjenek oda, persze véletlenül ugyanakkor, mint ő és Horace. Mindezek tetejébe Ermengarde, Horace vasszigorral fogott unokahúga és Ambrose, tőle tiltott festőművész szerelme is a városba utazik.
A fiúk kalapvétel ürügyén be is mennek a kalapboltba, de nem éppen véletlenül éppen akkor ér oda Horace és Dolly. Elbújnak Horace elől, de egy tüsszentés miatt lebuknak. Horace mikor megtudja, hogy egy férfi van a szekrényben, egy másik meg az asztal alatt, sértődötten elvonul. Dolly terve ezzel már félig sikerült, de még a porig alázás hátra van.
A két fiú meghívja egy esti vendéglőzésre a két lányt, akik félretéve a társadalmi elvárásokat, elfogadják azt. Dolly a felvonuláson összeakad egy színésznő barátnőjével, aki pár dollárért elvállalja, hogy ő legyen Dolly új jelöltje Horace számára, de közben a lehető legmélyebben alázza meg. Horace mikor megtudja, hogy a hölgy roppant gazdag, belemegy az esti találkozóba. Közeleg az este, a két fiú gazdagnak mondja magát, de csak pár fillérjük van. Az elegáns Harmonia Garden vendéglőbe is gyalog viszik a lányokat, mert úgymond a konflis és a lóvasút „nem elegáns”, az új divat szerint a gazdagok gyalog járnak. A két lány összenéz, de nem szólnak semmit.
A vendéglőben összefutnak a szálak. Az új jelöltnő nyafka, lekezelő, mindennel elégedetlen, végül vacsora közepén gúnyos szavak kíséretében fakénél hagyja Horacet, majd odamegy Dollyhoz: a tied drágám. Dolly ül a helyére, de nem bánik ő sem kesztyűs kézzel vele. Cornelius és a másik három egy szeparéban vacsoráznak és pezsgőznek. A fiúknak fogalmuk sincs, miből fizetik az esti számlát, de egy szép estéért vállalják akár a börtönt is. Végül elismerik, hogy valójában senkik és egy fillérjük sincs. A válasz: az első pillanatban tudtuk. Irene már eleve így készült, de kiderül, a pénz véletlenül otthon maradt.
Az est fénypontja a táncverseny, Dolly nem egészen véletlen rábeszélése miatt Ermentgarde és Ambrose is indulnak. Cornelius ugyan nem akar, de legalább annyival is később derül ki, hogy nem tudnak fizetni. A verseny szintén nem egészen véletlenül pont Dollyék asztala előtt zajlik. Természetesen mindnyájan lebuknak Horace előtt, kitör a botrány és a tömegverekedés. Cornelius és Barnaby egyidejűleg ki vannak rúgva és felmondanak. Horace úgy érzi, mindenki elárulta és hátba döfte, de Dolly még utoljára porba alázza, maradjon csak egyedül, nem érdemel mást, majd faképnél hagyja. Egyetlen nap alatt se unokahúg, se jövendőbeli, se alkalmazott. Horace magányossá tétele és megpuhítása befejeződött.
Horace reggel ér haza, bemegy a boltba. Hívná a segédeit, de eszébe jut, azok már nincsenek ott. Pillanatok múlva viszont Dolly vezetésével mindenki megérkezik. No nem bocsánatért, hanem a járandóságért. Ermengarde és Ambrose összeházasodnak, ha kapnak rá engedélyt örülnek, ha nem, akkor is. Irene eladná a kalapboltot, Corneliusékkal négyen terményboltot nyitnának az utca túlfelén, ami Horace számára komoly konkurencia lenne. Horace végül belátja, éveken keresztül lelketlen és szőrösszívű volt, ha nem változik meg, öregségére magára marad. Dolly terve sikerül, Horace megkéri a kezét, beveszi társnak a boltba Corneliust, Barnaby segéd lesz, mindenki mindenkivel kibékül és boldog.

## Szereplők
| Név               | Szerep                                                                      | Magyar hangja   |
| ----------------- | --------------------------------------------------------------------------- | --------------- |
| Barbra Streisand  | Dolly Levi, fiatal özvegy, házasságközvetítő                                | Almási Éva      |
| Walter Matthau    | Horace Vandergelder, nehéz természetű, fukar, magának való terménykereskedő | Sinkovits Imre  |
| Michael Crawford  | Cornelius Hackl, Horace segédje a boltban                                   | Fazekas István  |
| Danny Lockin      | Barnaby Tucker, Horace inasa a boltban                                      | Felföldi László |
| Marianne McAndrew | Irene Molloy, női kalapüzlet tulajdonosa                                    | Egri Márta      |
| E. J. Peaker      | Minnie Fay, Irene segítője a boltban                                        | Kovács Zsuzsa   |
| Joyce Ames        | Ermengarde, Horace általa nevelt unokahúga                                  | Herczeg Csilla  |
| Tommy Tune        | Ambrose Kemper, sikertelen festőművész, Ermengarde szerelme                 | Cseke Péter     |
| Judy Knaiz        | Gussie Granger, Dolly színésznő barátnője                                   | Hacser Józsa    |
| David Hurst       | Rudolph Reisenweber, főpincér                                               | Szabó Ottó      |
| Fritz Feld        | Fritz, német pincér                                                         | n.a             |
| Richard Collier   | Joe, Vandergelder fodrásza                                                  | Verebély Iván   |
| J. Pat O'Malley   | rendőr a parkban                                                            | Horkai János    |
| Louis Armstrong   | Louis, a vendéglő énekese                                                   | saját hangján   |

## Zeneszámok
- 1. Call On Dolly
- 2. Just Leave Everything To Me
- 3. Main Titles (Overture)
- 4. It Takes a Woman
- 5. It Takes a Woman (Reprise)
- 6. Put on Your Sunday Clothes
- 7. Ribbons Down My Back
- 8. Dancing
- 9. Before the Parade Passes By
- 10. Intermission
- 11. Elegance
- 12. Love is Only Love
- 13. Hello, Dolly!
- 14. It Only Takes a Moment
- 15. So Long, Dearie
- 16. Finale
- 17. End Credits

## Fontosabb díjak és jelölések
| Díj              | Kategória                       | Eredmény |
| ---------------- | ------------------------------- | -------- |
| BAFTA-díj        | Legjobb díszlet                 | Jelölve  |
| BAFTA-díj        | Legjobb operatőr                | Jelölve  |
| Golden Globe-díj | Legjobb vígjáték vagy musical   | Jelölve  |
| Golden Globe-díj | Legjobb rendező                 | Jelölve  |
| Golden Globe-díj | Legjobb női főszereplő          | Jelölve  |
| Golden Globe-díj | Legjobb női mellékszereplő      | Jelölve  |
| Golden Globe-díj | Legjobb új színésznő (McAndrew) | Jelölve  |
| Oscar-díj        | Legjobb film                    | Jelölve  |
| Oscar-díj        | Legjobb vágás                   | Jelölve  |
| Oscar-díj        | Legjobb operatőr                | Jelölve  |
| Oscar-díj        | Legjobb hangkeverés             | Elnyerte |
| Oscar-díj        | Legjobb eredeti filmzene        | Elnyerte |
| Oscar-díj        | Legjobb jelmeztervezés          | Jelölve  |
| Oscar-díj        | Legjobb díszlet                 | Elnyerte |